# Winzenburger Bach

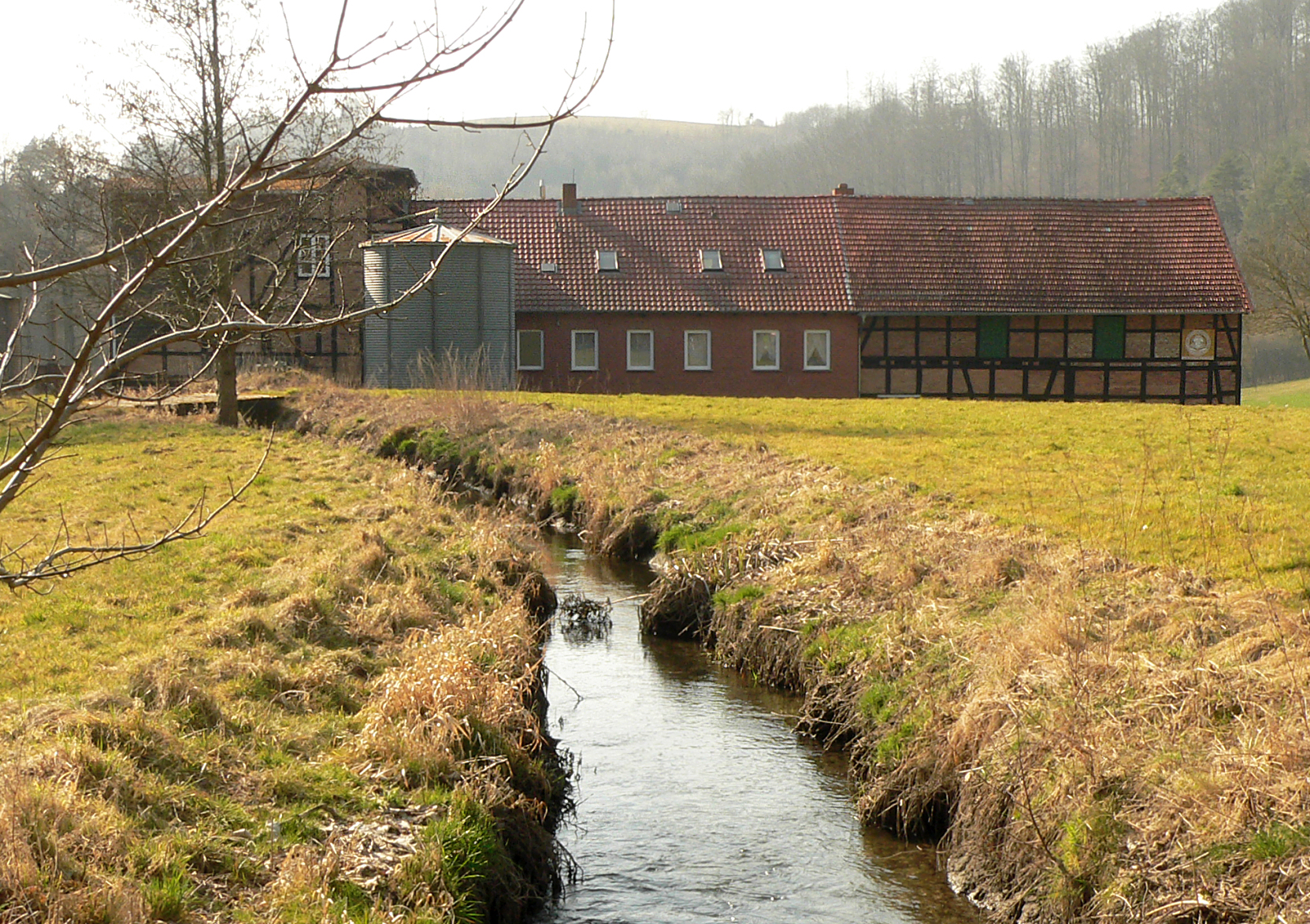
Der Winzenburger Bach vor der Teichmühle

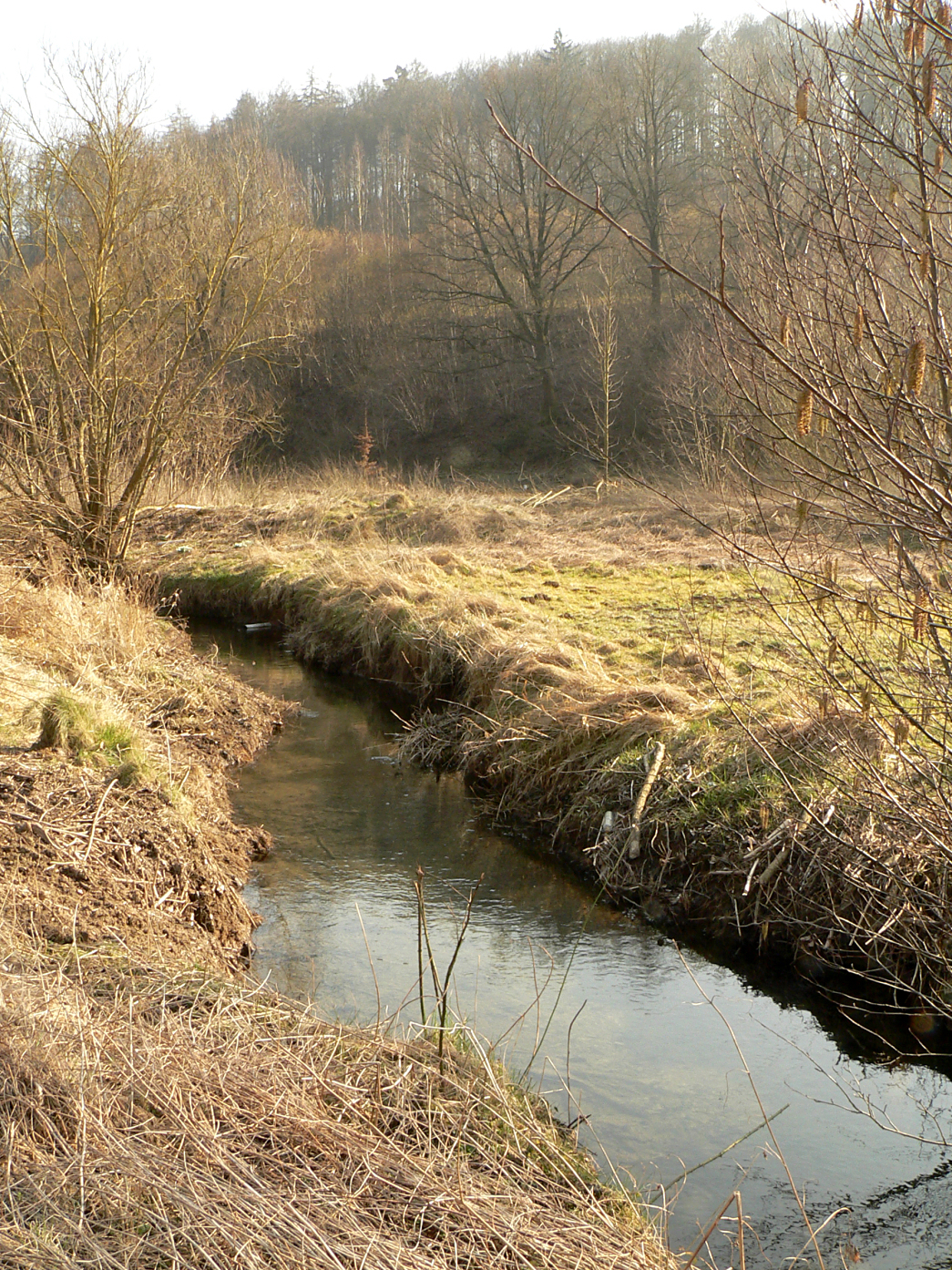
Der Bach hinter der Teichmühle

Der Winzenburger Bach ist ein etwa 5 km langer rechter Nebenfluss der Leine in Niedersachsen. Der Bach ist nach dem am Gewässer liegenden Ort Winzenburg benannt.

## Verlauf
Der Bach bildet sich in der Feldmark westlich von Eyershausen und fließt nach Norden, wo er westlich an Westerberg vorbeiführt. Anschließend knickt er nach Westen ab und fließt am südlichen Ortsrand von Winzenburg vorbei. Dort bekommt er von Norden einen Zufluss aus der Apenteichquelle mit den drei hintereinander gestaffelt liegenden Apenteichen. An dem Zufluss lag die heute nicht mehr bestehende Obere Teichmühle als Wassermühle des Gutes Winzenburg. Hinter Winzenburg verläuft der Winzenburger Bach weitgehend parallel zur Landesstraße L 486 in Richtung Freden. Dabei passiert er auf etwa halber Strecke zwischen den beiden Orten die historische Teichmühle. Die noch heute gewerblich betriebene Getreidemühle nutzte früher die Wasserkraft des Baches. In Freden durchfließt der Bach den auf dem Ostufer liegenden Ortsteil und mündet dort in die Leine. Die Gewässerlänge von der Quelle bis zur Mündung beträgt 4,92 km.
2024 teilte der Niedersächsische Landesbetrieb für Wasserwirtschaft, Küsten- und Naturschutz (NLWKN) mit, dass das Überschwemmungsgebiet des Winzenburger Bachs im Rahmen des präventiven Hochwasserschutzes als gefährdete Fläche vorläufig gesichert wurde. Bei einem Jahrhunderthochwasser würde er fast auf der gesamten Strecke über die Ufer treten.